# Щербак Дмитро Дмитрович
Дмитро́ Дми́трович Щерба́к (нар. 25 листопада 1960, м. Запоріжжя, Українська РСР — пом. 5 квітня 2015, с. Широкине, Волноваський район, Донецька область, Україна) — український військовослужбовець, старший лейтенант Збройних сил України, учасник російсько-української війни, позивний «Пілот». В минулому — військовий льотчик.

## Життєпис
Народився 1960 року в місті Запоріжжя.
За радянських часів закінчив льотну школу у Широкому — Запорізький центр льотної підготовки ім. О. І. Покришкіна. Був військовим льотчиком.

### Бойовий шлях
У зв'язку з російською збройною агресією проти України 3 вересня 2014 призваний за частковою мобілізацією Шевченківським районним військовим комісаріатом м. Запоріжжя. Мріяв знову літати, але вік та стан здоров'я не дозволяли повернутись у небо. Пройшов підготовку на коригувальника артилерійського вогню.
Старший лейтенант, передовий авіанавідник 37-го окремого мотопіхотного батальйону «Запоріжжя» (в/ч польова пошта В6266) 93-ї окремої механізованої бригади. Отримав позивний «Пілот».
З лютого 2015-го виконував завдання з оборони міста Маріуполь та населених пунктів Приазов'я. Коригував мінометний вогонь підрозділів Нацгвардії «Азов», «Донбас» та інших. Як зазначило командування 37-го батальйону, «Пілот» був найкращим коригувальником у Широкиному, за нього терористи призначили винагороду, на нього полювали снайпери. Коли була інформація, що він виїжджає на позиції, противник відкривав вогонь, «Пілот» же встигав під мінометним вогнем коригувати українську артилерію. Завдяки професійній роботі Щербака було знищено понад п'ять складів з боєприпасами, військова техніка противника. Був представлений на нагородження орденом.
Загинув 5 квітня 2015-го близько 10:55 поблизу села Широкине, — під час зміни позицій для покращення коригування вогню позашляховик з військовими підірвався на протитанковій міні. Внаслідок вибуху офіцер дістав мінно-вибухову травму, що несумісна з життям. Разом із Дмитром загинув його товариш і «права рука» старший солдат Олег Макеєв («Борода»), важких поранень дістав водій солдат Геннадій Замотаєв (помер вже після демобілізації у Запоріжжі через відрив тромбу, на роботі, 12.03.2016).
8 квітня з двома загиблими бійцями прощались у Запоріжжі. Похований на Капустяному кладовищі.
Залишилось двоє дорослих синів.

## Нагороди
- Указом Президента України № 311/2015 від 4 червня 2015 року, «за особисту мужність і високий професіоналізм, виявлені у захисті державного суверенітету та територіальної цілісності України, вірність військовій присязі», нагороджений орденом Богдана Хмельницького III ступеня (посмертно)[5].
- Розпорядженням голови Запорізької обласної ради від 21 червня 2017 року № 180-н нагороджений орденом «За заслуги перед Запорізьким краєм» ІІІ ступеня (посмертно)[6].